# Atchison
Atchison é uma cidade localizada no estado americano de Kansas, no Condado de Atchison. Seu nome foi dado em homenagem ao ex-senador democrata dos Estados Unidos, David Rice Atchison.

## Demografia
Segundo o censo americano de 2000, a sua população era de 10.232 habitantes.
Em 2006, foi estimada uma população de 10.154, um decréscimo de 78 (-0.8%).

## Geografia
De acordo com o United States Census Bureau tem uma área de
18,7 km², dos quais 17,7 km² cobertos por terra e 1,0 km² cobertos por água.

## Localidades na vizinhança
O diagrama seguinte representa as localidades num raio de 20 km ao redor de Atchison.